# Kuala Raya
Kuala Raya is een bestuurslaag in het regentschap Lingga van de provincie Riau-archipel, Indonesië. Kuala Raya telt 1308 inwoners (volkstelling 2010).